# حسن درویشیان
حسن درویشیان (زاده ۱۳۳۹ در استان کرمان) روحانی اهل ایران و «رئیس دفتر بازرسی ویژه رئیس‌جمهور» و نیز «نماینده ویژه رئیس‌جمهور برای هماهنگی، پیگیری و اجرای نقشه ملی پیشگیری و مقابله با فساد در دستگاه‌های اجرایی» می‌باشد.
وی پیشتر رئیس سازمان بازرسی استان خراسان رضوی بود کهبا حکم رئیس قوه قضائیه به‌عنوان رئیس سازمان بازرسی کل کشور، معرفی شد.

## سوابق
قضاوت در دادگاه های استان خراسان رضوی و نیز مدیرکلی بازرسی این استان از جمله سوابق حسن درویشیان است.